# Музей каналізації (Київ)
Музей каналізації в Києві приваблює відвідувачів незвичайною експозицією, яка присвячена розвитку каналізації не тільки в Україні, але й в інших країнах. Приміщення будинку — стара насосна каналізаційна станція, що знаходиться на лівому березі Дніпра. Подібні музеї є практично у всіх великих містах Європи, однак, на сьогоднішній день музей каналізації є єдиним в Україні.

## Історія
Музей каналізації було засновано в 1994 році за підтримки Київського міського водоканалу. І до цього дня музей залишається його структурним підрозділом. Відкриття в столиці України подібного музею було приурочене до сторіччя заснування в Києві централізованої системи каналізації, яка була закладена в 1894 році.

## Експозиція
Експозиція музею каналізації представлена найрізноманітнішими експонатами, які тим чи іншим чином пов'язані з історією розвитку каналізації.
Експонати музею виставлені у двох основних залах. В музеї можна дізнатись про зародження каналізаційної справи, можна побачити схеми каналізації, які працювали в Стародавній Греції та Римі, де й з'явилася перша у світі каналізаційна система. Основним матеріалом для виготовлення каналізаційних труб була кераміка, адже вона була міцна, недорога у використанні, й не піддавалася гниттю, перебуваючи тривалий час в землі. У музеї виставлені примірники керамічних труб різного діаметра. Найтонші труби всього 5 см. Щоб вони не забивалися, двірники були вимушені щодня чистити стічні решітки у дворах. За цим суворо стежили дільничні.
До уваги відвідувачів керамічні водопровідні труби, які досягли поважного 100-річного віку, схема каналізаційних мереж Києва, обладнання для прочищення каналізаційних шляхів. Привертає увагу макет Либідського колектора, виконаний у натуральну величину, є також макет тренувального майданчика. Екскурсанти можуть розглянути навіть спеціальну уніформу працівників каналізаційних служб.
Відвідавши музей каналізації в Києві, відвідувачі також дізнаються, як організовувалася перша каналізація у столиці України, адже основна частина експозиції присвячена, звичайно ж, каналізаційному господарству Києва. До його появи воду брали з Дніпра, возили її возами. Відходи виливалися прямо у дворі або в канави, однією з яких служила річка Глибочиця, що протікала за нинішніми вулицями Верхній та Нижній Вал. Така ситуація створювала жахливі санітарні умови, сприяючи сталому зростанню захворювань й, відповідно, смертності киян. Організація в Києві каналізації частково змогла вирішити цю проблему. У музеї навіть представлений звіт лікарів того часу, який підтверджує зниження смертності серед мешканців Києва. У столиці була запущена Шоновская система каналізації, яка стала однією з перших роздільних каналізацій в Європі. Її принцип полягав у тому, що стічні води та дощові стоки течуть по різних трубах, тобто фактично працюють дві незалежні каналізації.
Окремий стенд присвячений Аманду Струве — відомому підприємцеві, меценату, ініціатору будівництва каналізації у місті. В музеї є архівні документи, які свідчать про те, що одним із підрядників будівництва каналізації в Києві була будівельна компанія Владислава Городецького. Він брав безпосередню участь у розробці проектів спеціальних будівель на вулиці Введенській — комплекс зберігся досі.
Музей каналізації звертає увагу відвідувачів не тільки на древні деталі каналізації. Є окремий стенд, де показано роботу сучасної служби водоканалу: все необхідне обладнання, кріплення, спуски в люки. Екскурсовод розповідає, наскільки нелегко працювати в люку, адже висота каналу становить близько 90 см, стояти доводиться в напівзігнутому стані, по коліно у воді. Працювати потрібно в протигазах й спеціальних костюмах. Для визначення наявності газу використовують «лампочку Деві» (ЛБВК), на зразок тієї, що у вугільних шахтах, адже в колекторах зустрічаються метан, сірководень, чадний газ.
Незвичайним є й двір музею каналізації. Тут виставлені елементи водонапірних труб, які не помістилися всередині. Конструкцію збирали самі співробітники музею, склеюючи по шматках те, що дісталося після знахідок. Є тут й каналізаційне обладнання, яке нагадує батискаф, є великий водопровідний кран. Потрапити в унікальний музей можна в будь-який робочий день, але заздалегідь потрібно зателефонувати та домовитися з адміністратором.

## Сьогодення музею
Музей каналізації не зупиняється на досягнутому. Його колекція постійно поповнюється новими експонатами. Останніми придбаннями музею стали шматки двох сторічних труб, привезені співробітниками міського водоканалу. З'явилися в експозиції й сучасні експонати, а саме зразки нових каналізаційних люків з металопластику та пластику, які стали встановлюватися тільки в останні роки. Крім виставкової
діяльності музей спільно з Водно-інформаційним центром веде облік збережених в Україні пам'яток водопроводу.